# 2023 w grach komputerowych
| Skróty platform | Skróty platform                                  |
| --------------- | ------------------------------------------------ |
| DC              | Dreamcast                                        |
| Droid           | Android                                          |
| DS              | Nintendo DS                                      |
| GB              | Game Boy                                         |
| GBA             | Game Boy Advance                                 |
| GBC             | Game Boy Color                                   |
| GCN             | GameCube                                         |
| iOS             | iOS                                              |
| Lin             | komputer osobisty z systemem operacyjnym Linux   |
| Mac             | komputer osobisty Mac                            |
| N64             | Nintendo 64                                      |
| NS              | Nintendo Switch                                  |
| PC              | komputer osobisty                                |
| PS1             | PlayStation                                      |
| PS2             | PlayStation 2                                    |
| PS3             | PlayStation 3                                    |
| PS4             | PlayStation 4                                    |
| PS5             | PlayStation 5                                    |
| PSP             | PlayStation Portable                             |
| PSVita          | PlayStation Vita                                 |
| Wii             | Wii                                              |
| WiiU            | Wii U                                            |
| Win             | komputer osobisty z systemem operacyjnym Windows |
| X360            | Xbox 360                                         |
| XONE            | Xbox One                                         |
| Xbox            | Xbox                                             |
| XSX             | Xbox Series                                      |

Artykuł opisuje ważne wydarzenia w 2023 roku w branży gier komputerowych. Zobacz też: historia gier komputerowych.

## Wydane gry
Lista gier wydanych w 2023 roku.

### Styczeń – marzec
| Miesiąc | Dzień | Tytuł                          | Platformy          | Źródła |
| ------- | ----- | ------------------------------ | ------------------ | ------ |
| styczeń | 24    | World War Z: Aftermath         | PS5, XSX           | [ 1 ]  |
| styczeń | 25    | Hi-Fi Rush                     | Win, XBO, XSX      | [ 2 ]  |
| styczeń | 31    | Season: A Letter to the Future | Win, PS4, PS5      | [ 3 ]  |
| luty    | 10    | Dziedzictwo Hogwartu           | Win, PS5, XSX      | [ 4 ]  |
| luty    | 14    | Tomb Raider Reloaded           | Droid, iOS         | [ 5 ]  |
| luty    | 23    | Sons of the Forest             | Win                | [ 6 ]  |
| marzec  | 8     | Contraband Police              | Win                | [ 7 ]  |
| marzec  | 24    | Resident Evil 4                | Win, PS4, PS5, XBO | [ 8 ]  |

### Kwiecień – czerwiec
| Miesiąc  | Dzień | Tytuł                         | Platformy               | Źródła |
| -------- | ----- | ----------------------------- | ----------------------- | ------ |
| kwiecień | 21    | Dead Island 2                 | Win, PS4, PS5, XBO      | [ 9 ]  |
| kwiecień | 28    | Star Wars Jedi: Ocalały       | Win, PS5, XSX           | [ 10 ] |
| maj      | 25    | The Lord of the Rings: Gollum | Win, PS4, PS5, XBO, XSX | [ 11 ] |
| maj      | 30    | System Shock                  | Win                     | [ 12 ] |
| czerwiec | 2     | Street Fighter 6              | Win, PS4, PS5, XSX      | [ 13 ] |
| czerwiec | 6     | Diablo IV                     | Win, PS4, PS5, XBO      | [ 14 ] |
| czerwiec | 28    | Dave the Diver                | NS                      | [ 15 ] |

### Lipiec – wrzesień
| Miesiąc  | Dzień | Tytuł                                     | Platformy                   | Źródła |
| -------- | ----- | ----------------------------------------- | --------------------------- | ------ |
| lipiec   | 14    | Jagged Alliance 3                         | Win                         | [ 16 ] |
| lipiec   | 27    | Double Dragon Gaiden: Rise of the Dragons | Win, PS4, PS5, XBO          | [ 17 ] |
| sierpień | 3     | Baldur’s Gate III                         | Win, Mac                    | [ 18 ] |
| sierpień | 10    | Overwatch 2                               | Win, NS, PS4, PS5, XBO, XSX | [ 19 ] |
| sierpień | 17    | Red Dead Redemption                       | NS, PS4                     | [ 20 ] |
| wrzesień | 6     | Starfield                                 | Win, XSX                    | [ 21 ] |
| wrzesień | 19    | Mortal Kombat 1                           | Win, NS, PS5, XSX           | [ 22 ] |
| wrzesień | 27    | Counter-Strike 2                          | Win, Lin                    | [ 23 ] |
| wrzesień | 29    | EA Sports FC 24                           | Win, PS4, PS5, XBO, XSX, NS | [ 24 ] |

### Październik – grudzień
| Miesiąc     | Dzień | Tytuł                            | Platformy               | Źródła |
| ----------- | ----- | -------------------------------- | ----------------------- | ------ |
| październik | 5     | Assassin’s Creed Mirage          | Win, PS4, PS5, XBO      | [ 25 ] |
| październik | 11    | Total War: Pharaoh               | Win, Mac                | [ 26 ] |
| październik | 24    | Cities: Skylines II              | Win                     | [ 27 ] |
| listopad    | 2     | RoboCop: Rogue City              | Win, PS5, XSX           | [ 28 ] |
| listopad    | 3     | EA Sports WRC                    | Win, PS5, XSX           | [ 29 ] |
| listopad    | 6     | The Invincible                   | Win, PS5, XSX           | [ 30 ] |
| listopad    | 10    | Call of Duty: Modern Warfare III | Win, PS4, PS5, XBO, XSX | [ 31 ] |
| listopad    | 16    | Jagged Alliance 3                | PS4, PS5, XBO           | [ 16 ] |
| grudzień    | 5     | Kingpin: Reloaded                | Win                     | [ 32 ] |
| grudzień    | 7     | Undying                          | Win                     | [ 33 ] |